# A Mikronéziai Szövetségi Államok címere

Mikronézia címere

A Mikronéziai Szövetségi Államok címere egy aranyszegélyű világoskék korong, amelynek alsó része sötétkék, közepén egy zöld pálmafát helyeztek le, fölötte körívben négy fehér csillag látható. Alul egy fehér szalagon kék betűkkel írták fel a mottót: „Peace, Unity, Liberty” (Béke, egység, szabadság). A korongot egy széles fehér szegély veszi körül, amelynek körirata: „Government of the Federated States of Micronesia” (A Mikronéziai Szövetségi Államok Kormánya). 